# Aleiodes aterrimus
Aleiodes aterrimus (лат.) — вид паразитических наездников из семейства Braconidae (Ichneumonoidea) отряда перепончатокрылые насекомые.
Европа (от Испании до Финляндии), в том числе, Россия.

## Описание
Мелкие перепончатокрылые наездники-бракониды. Длина чёрного с желтоватыми ногами тела менее 1 см, переднего крыла — 7,3 мм. Усики состоят из примерно 60 флагелломеров.
Вид был впервые описан в 1852 году немецким энтомологом Юлиусом Теодором Рацебургом (1801—1871) по типовому материалу, собранному в Европе, а его валидный статус подтверждён в ходе ревизии, проведённой в 2020 году Корнелисом ван Ахтенбергом (Cornelis van Achterberg; Чжэцзянский университет, Ханчжоу, Китай), британцем Марком Шоу (Mark R. Shaw; National Museums of Scotland, Эдинбург, Великобритания) и Дональдом Куики (Donald L. J. Quicke; Chulalongkorn University, Бангкок, Таиланд). Включён в состав видовой группы Aleiodes apicalis group из подсемейства Rogadinae.

## Биология
Паразитируют на гусеницах бабочек рода Amphipyra из семейства Noctuidae (Lepidoptera) и окукливаются внутри их шкурки, которая, твердея, образует так называемую мумию.
Унивольтинный вид, который около десяти месяцев в году проводит в открытой мумии на ветке растений. Имаго наездника обнаруживаются в период с апреля по июнь среди лиственных деревьев. Выведен из древесных видов совок Amphipyra: A. pyramidea (Linnaeus); A. berbera (Rungs) и другие Amphipyra sp.
Перед тем как мумифицироваться, гусеница вида-хозяина движется к узкой веточке, к которой мумия будет очень крепко приклеена нитями своей шелковой паутины. На ранней стадии процесса мумификации, когда передний конец гусеницы особенно сокращается, личинка наездника-паразитоида сильно выступает вперед, чтобы распространить необходимый клей. Результатом служит почти полукруглая куполообразная и твердая мумия, в которой наездник-паразитоид занимает приблизительно 4-7 брюшные сегменты хозяина. Формирование происходит в период с мая по июнь и мумия сохраняется до конца лета или зимы до вылупления имаго, которые появляются в апреле-мае. Унивольтинный хозяин перезимовывает на стадии яиц.